# 滨海昂克雷特维尔
滨海昂克雷特维尔（法語：Ancretteville-sur-Mer，法語發音：[ɑ̃kʁɛtvil syʁ mɛʁ]）是法国滨海塞纳省的一个市镇，属于勒阿弗尔区。

## 地理
滨海昂克雷特维尔（49°47'18"N, 0°30'41"E）面积3.15 平方千米，位于法国诺曼底大区滨海塞纳省，该省份为法国北部沿海省份，其西部及北部濒大西洋英吉利海峡，东起顺时针与索姆省、瓦兹省、厄尔省和卡爾瓦多斯省接壤。
与滨海昂克雷特维尔接壤的市镇（或旧市镇、城区）包括：圣皮埃尔昂波尔、昂热维尔-拉马尔泰勒、滨海埃克雷特维尔、萨斯托勒莫孔迪。

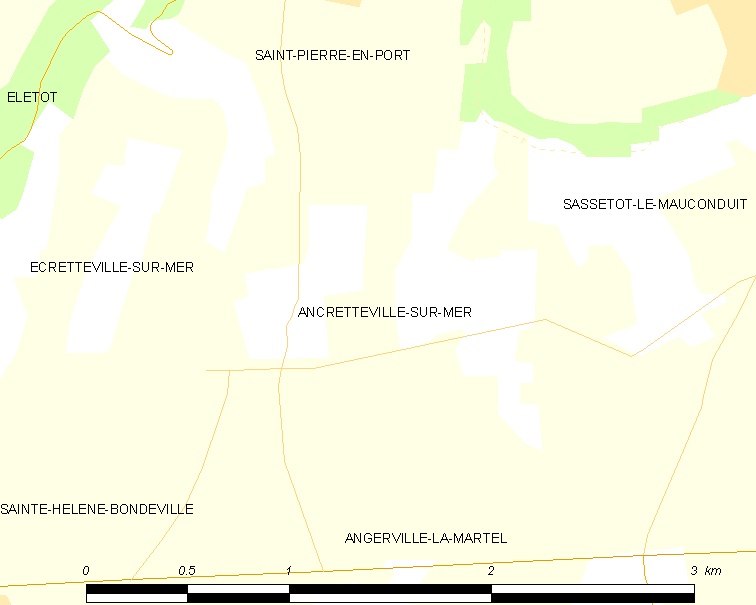
滨海昂克雷特维尔的OSM定位图

滨海昂克雷特维尔的时区为UTC+01:00、UTC+02:00（夏令时）。

## 行政
滨海昂克雷特维尔的邮政编码为76540，INSEE市镇编码为76011。

## 政治
滨海昂克雷特维尔所属的省级选区为费康县。

## 名胜古迹
圣阿芒教堂，可追溯至十二世纪。十八世纪的安格瓦尔城堡

## 人口

1962-2008年间滨海昂克雷特维尔人口变化图示

滨海昂克雷特维尔于2022年1月1日时的人口数量为149人。